# Pedicularis waldheimii
Pedicularis waldheimii är en snyltrotsväxtart som beskrevs av Bonati. Pedicularis waldheimii ingår i släktet spiror, och familjen snyltrotsväxter. Inga underarter finns listade i Catalogue of Life.